# Krasnyj Chutor (rejon krasnoziorski)
Krasnyj Chutor (ros. Красный Хутор) – osiedle w Rosji, w obwodzie nowosybirskim, w rejonie krasnoziorskim. W 2010 liczyło 497 mieszkańców.